# Chase YC-122 Avitruc
Les Chase XCG-18A et YC-122 Avitruc (Désignés en interne Chase MS.7) étaient les désignations des différentes versions d'un avion de transport militaire, conçu par la Chase Aircraft Company (en) et produit en nombre limité aux États-Unis à la fin des années 1940, initialement sous la forme d'un planeur, mais finalement retenu sous sa forme motorisée.

## Conception et développement

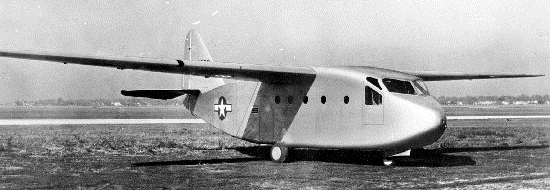
Le prototype XCG-18A. L'insigne de l'USAF porté sur les côtés du fuselage est celui de 1947.

Les expériences de l'US Army Air Forces (USAAF) avec les planeurs cargos pendant la Seconde Guerre mondiale indiquèrent la création d'un rôle pour un aéronef similaire dans l'inventaire de l'après-guerre, mais devant emporter une charge significativement plus importante et avec une capacité de récupération plus importante que les planeurs d'assaut en bois de la guerre, qui furent en grande partie à usage unique.
Le CG-14 de la compagnie Chase fut sélectionné comme point de départ et, en janvier 1947, l'USAAF passa une commande pour une version agrandie et « tout en métal » de cet avion, initialement désignée XCG-14B mais rapidement redésignée XCG-18A, afin de refléter la nature essentiellement nouvelle de cet appareil. Quand le prototype vola, en décembre de la même année, il fut le premier planeur de transport entièrement métallique au monde à prendre l'air. L'une des améliorations majeures fut l'emploi d'une aile de section plus fine, qui autorisait des vitesses de remorquage élevées, et des petits appareils comme le chasseur P-47 pouvaient le tracter en l'air et l'amener jusqu'à son point de largage.

## Caractéristiques
La conception était basée sur celle du planeur cargo CG-14, mais l'appareil était significativement plus grand et possédait une construction entièrement métallique. Il s'agissait d'un monoplan à aile haute cantilever. Le fuselage était de section rectangulaire et possédait une rampe de chargement sur sa partie arrière. Les deux roues du train d'atterrissage principal étaient installées sur les côtés du fuselage et étaient fixes, alors que la roulette de nez était rétractable. Sur la version motorisée de l'appareil, les moteurs en étoile étaient installés à l'intérieur de nacelles dans les ailes.

## Carrière opérationnelle
En mars 1948, le service — désormais devenu la United States Air Force — commanda quatre exemplaires supplémentaires, sous la nouvelle désignation XG-18A, et un cinquième pour l'équiper de moteurs, celui-ci recevant alors la désignation YC-122. La force aérienne perdit finalement tout intérêt dans l'achat de planeurs d'assaut, mais continua avec la version motorisée, en achetant deux exemplaires supplémentaires pour évaluations, sous la désignation YC-122A. Le deuxième de ces deux avions fut redésigné YC-122B, lorsque les moteurs Pratt & Whitney initiaux furent remplacés par des Wright. Cet appareil servit de base pour la version d'essais définitive, le YC-122C.
Neuf exemplaires de cette version furent commandés et, bien qu'ayant été satisfaisants lors des évaluations — D'abord à Sewart AFB (en), dans le Tennessee, puis à Ardmore AFB, dans l'Oklahoma —, l'USAF ne vit plus aucun besoin pour un petit avion de transport et annula le projet. En dépit d'une carrière courte dans le temps, il fut utilisé de manière intensive sur la base d'Ardmore AFB. En février 1955, au-moins un pilote, le capitaine Phillip C. Gromley du 16th Troop Carrier Squadron (en), 463rd Troop Carrier Wing (en), avait effectué 1 000 heures de vol aux commandes de l'avion.
Tous les appareils furent remplacés par des Fairchild C-123B Provider en juillet 1955. Le dernier YC-122C effectua un dernier vol vers Tucson, en Arizona, le 30 août 1955, pour être placé en stockage sur la base aérienne de Davis-Monthan. Le capitaine Gromley est enregistré comme le dernier pilote à avoir emmené un YC-122C vers Tucson. Les machines restantes servirent dans des rôles utilitaires jusqu'en 1957.
Après leur retrait du service, le fuselage d'un des YC-122, le s/n 49-2883, fut utilisé dans la construction du Hiller X-18.

## Versions

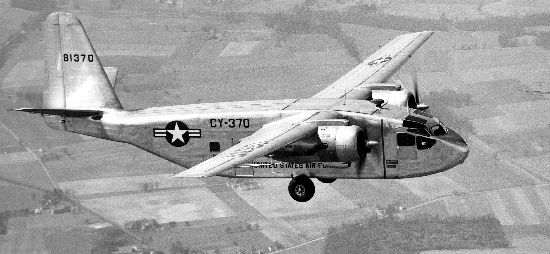
Un YC-122 en vol, vers 1948.

- Chase MS.7 : Désignation de l'avionneur pour les XCG-14B/XCG-18A ;
- XCG-14B : Première désignation ;
- XCG-18A : Redésignation du XCG-14B ;
- XG-18A : Version planeur revue, produite à quatre exemplaires ;
- YC-122 : Prototype de la version motorisée, un XG-18A doté de moteurs Pratt & Whitney R-2000-11. Un exemplaire fut produit ;
  - YC-122A : Version améliorée de l'YC-122, produite à deux exemplaires ;
  - YC-122B : Un exemplaire de l'YC-122A rééquipé avec des moteurs Wright R-1820-101 ;
  - YC-122C : Version définitive retenue pour les essais, produite à neuf exemplaires.

## Utilisateurs
- États-Unis :
  - United States Air Force :
    - 16th Troop Carrier Squadron (en) ;
    - 316th Troop Carrier Group (en).

## Spécifications techniques (YC-122C)
Données de Jane's All The World's Aircraft 1951–52.
Caractéristiques générales
- Équipage : 2 pilotes
- Capacité : 30 soldats, 24 civières, ou des marchandises.
- Longueur : 18,80 m
- Envergure : 29,16 m
- Hauteur : 7,52 m
- Surface alaire : 75,51 m2
- Ratio d'aspect : 11,25 : 1
- Masse à vide : 8 618 kg
- Masse maximale au décollage : 18 144 kg
- Moteur : 2  moteurs à 9 cylindres en étoile refroidis par air Wright R-1820-101 de 1 425 ch (1 063 kW)   chacun

 Performances 
- Vitesse maximale : 386 km/h
- Vitesse de croisière : 322 km/h
- Vitesse de décrochage : 121 km/h
- Distance franchissable : 1 609 km  (à charge maximale)
- Plafond : 8 900 m
- Vitesse ascensionnelle : 408 m/min